# Andrea Laube
Andrea Laube (* 3. November 1976) ist eine deutsche Juristin. Sie ist seit dem 1. September 2021 Richterin am Bundesgerichtshof.

## Leben und Wirken
Laube trat 2006 nach dem Abschluss ihrer juristischen Ausbildung in den Justizdienst des Landes Brandenburg ein und war zunächst bei dem Landgericht Frankfurt (Oder), dem Amtsgericht Bernau und dem Amtsgericht Eisenhüttenstadt tätig. 2012 erfolgte ihre Ernennung zur Richterin am Landgericht Frankfurt (Oder). Von März 2014 bis August 2016 war Laube an das Ministerium der Justiz des Landes Brandenburg und von Dezember 2017 bis August 2018 an das Brandenburgische Oberlandesgericht abgeordnet. Dort wurde sie im Juli 2019 zur Richterin am Oberlandesgericht ernannt. 
Das Präsidium des Bundesgerichtshofs wies Laube dem vornehmlich für die Rechtsstreitigkeiten aus den Gebieten des Grundstücksrechts, des Wohnungseigentumsrechts und des Nachbarrechts zuständigen V. Zivilsenat zu.